# Goossens (slachterij)
Goossens is een pluimveeverwerkingsbedrijf te Ommel, dat in 1962 is opgericht en na fusies sinds 2012 onderdeel is van Plukon.

## Start
Op de arme Brabantse zandgronden vond na de bevrijding een snelle expansie van de veehouderij plaats, waaronder de pluimveehouderij. De plaatselijke boer Gerard (algemeen aangeduid als Grard) Goossens (Ommel, 1931 - Asten, 2012) begon in zijn woonplaats Ommel in 1956 met een kuikenmesterij die drie jaar later al een 70.000 kuikens omvatte. In 1961 vonden bij een brand 23.000 kuikens de dood. Goossens broedde ondertussen op een bedrijf dat de hele keten van broederij, opfok, levering, slacht en verkoop vertegenwoordigde. De kuikens leverde hij aan Friki die vanwege personeelskrapte leveranciers als productiemedewerker vroeg. Goossens besloot voor zichzelf te beginnen. In 1962 startte hij met de eerste volautomatische kuikenslachterij in Nederland, capaciteit 50.000 kuikens per week. De bedrijfsleiding werd al spoedig toevertrouwd aan Piet van Lier. Het bedrijf groeide razendsnel, voor de financiering was Goossens aangewezen op externe partijen en zo kwam het in 1975 tot een deelname van de CHV (49% aandelen; Goossens 51%)

## Fusie, meer en minder
Midden jaren ’70 kampte de pluimveeslachterijen met overcapaciteit, de NEHEM adviseerde herstructurering die echter uitbleef. De markt veranderde vervolgens en de bedrijfsvoering werd daarop aangepast, van diepvries naar vers. Maar ook nu traden regelmatig afzetproblemen en overcapaciteit aan de dag. Zo was er in 1982 eerst een werktijdverkorting, in 1983 werden er bij de omschakeling 110 tot 120 van de 550 werknemers ontslagen. In 1992 werd ook Goossens getroffen door het vervoersverbod, alle 500 personeelsleden moesten noodgedwongen naar huis. Het bedrijf werd vervolgens overgenomen door de Duitse Stolle Groep die op zijn beurt in 2012 werd overgenomen door Plukon. Goossens ging verder als Plukon Ommel.